# Bohos Bedros XIII Terzian
Bohos Bedros XIII Terzian (orm. Պօղոս Պետրոս ԺԳ. Թերզեան) (ur. 1 września 1855 w Kütahya, zm. 15 grudnia 1931) – ormiański duchowny katolicki, biskup Adany w latach 1892-1910, 13. patriarcha Kościoła katolickiego obrządku ormiańskiego w latach 1911–1931
8 kwietnia 1892 został biskupem Adany. Sakrę przyjął w październiku tegoż roku. 23 kwietnia 1910 został wybrany patriarchą Kościoła ormiańskokatolickiego. 27 listopada 1911 został uznany przez papieża. Funkcję patriarchy pełnił do swojej rezygnacji 31 maja 1931. W tym samym roku zmarł.